# Вулиця Степова (Тернопіль)
Степова́ ву́лиця — одна з вулиць Тернополя в мікрорайоні «Дружба».
Починається від вулиці Максима Кривоноса і закінчується за вулицею Володимира Лучаковського. Довжина вулиці — близько 720 м.

## Історія
Вулицю засновано 1953 року. Спочатку на цьому місці було пустище, згодом тут почали оселятися люди і будувати будинки.[джерело?]

## Установи
- СБУ,
- Відділ УМВС Тернопільського району,
- Кримінально-виконавча інспекція Тернопільського району.

## Духовне життя
На вулиці розташоване Згромадження сестер Пресвятої Родини.
Більшість мешканців цієї вулиці є греко-католиками, але присуті і прихожани УПЦ і ПЦУ, євреї, Свідки Єгови, мусульмани, агностики та атеїсти.